# Frederick Vroom
Pour les articles homonymes, voir Vroom (homonymie).

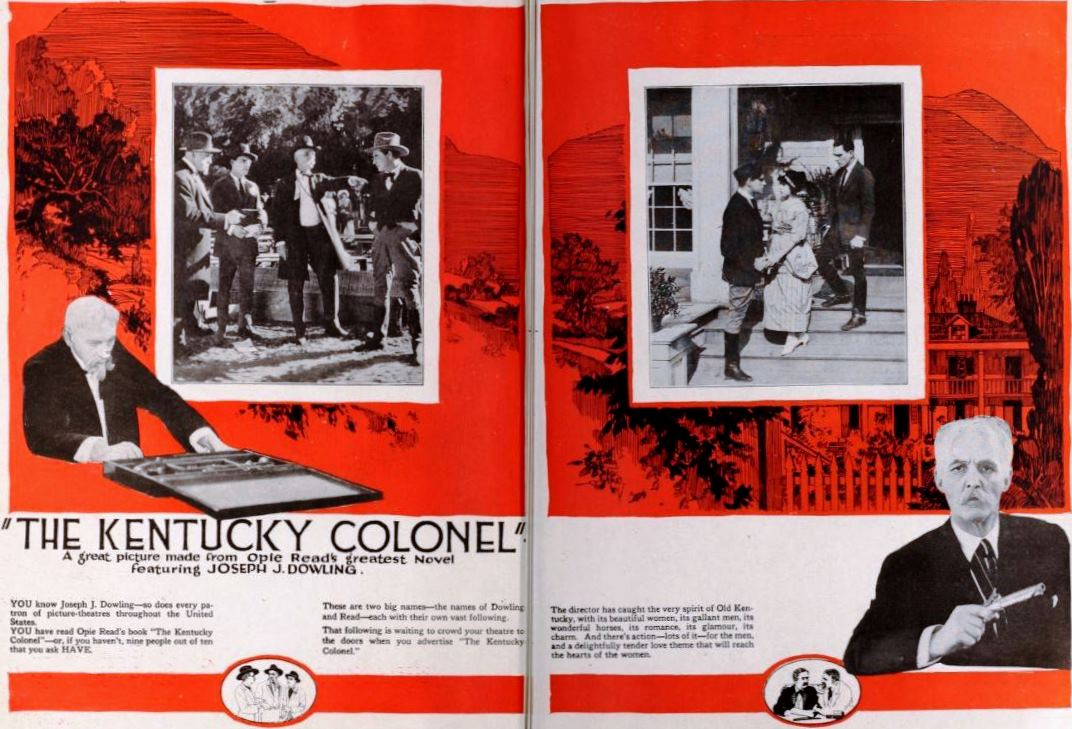
The Kentucky Colonel (1920), image promotionnelle, avec Frederick Vroom en bas à droite

Frederic William Vroom, né le 11 novembre 1857 à Clement (Nouvelle-Écosse) et mort le 24 juin 1942 à Los Angeles (quartier d'Hollywood, Californie), est un acteur canadien, connu comme Frederick Vroom (parfois crédité Fred Vroom).

## Biographie
Installé aux États-Unis, Frederick Vroom y contribue au cinéma à soixante-quatorze films américains (la plupart durant la période du muet), le premier étant un court métrage sorti en 1912.
Suivent notamment le western Where the West Begins d'Henry King (1919, avec William Russell et Eileen Percy), Le Chant du cygne de Frank Lloyd (1920, avec John St. Polis et Claire Adams), The Prince of Avenue A de John Ford (1920, avec James J. Corbett et Richard Cummings), Son heure de King Vidor (1924, avec Aileen Pringle et John Gilbert), ainsi que deux réalisations de (et avec) Buster Keaton, La Croisière du Navigator (1924) et Le Mécano de la « General » (1926).
Après le passage au parlant, il apparaît encore dans cinq films, le dernier étant Monsieur Smith au Sénat de Frank Capra (1939, avec James Stewart et Jean Arthur).

## Filmographie partielle

### Période du muet
- 1914 : Ruy Blas de Lucius Henderson (court métrage) : Don Sallustre
- 1915 : A Gentleman of Leisure (en) de George Melford : Macklin
- 1917 : The Shackles of Truth (it) d'Edward Sloman : le gouverneur Coningsby
- 1917 : The Gown of Destiny de Lynn Reynolds : Sir John Cunningham
- 1918 : La Revanche de Betty (Betty Takes a Hand) de John Francis Dillon : Peter Marshall
- 1918 : Passiflore (I Love You) de Walter Edwards : le prince de Chinay
- 1919 : Fighting Through de Christy Cabanne : Braxton Warren
- 1919 : L'Enlèvement de Miss Maud (The Island of Intrigue) de Henry Otto : Tomas Waring
- 1919 : Where the West Begins d'Henry King : Luther Caldwell
- 1920 : The Prince of Avenue A de John Ford : William Tomkins
- 1920 : The Kentucky Colonel (en) de William A. Seiter : le général Buck Hineman
- 1920 : Le Chant du cygne (The Great Lover) de Frank Lloyd : le docteur
- 1920 : The Six Best Cellars de Donald Crisp : M. Teak
- 1921 : The Faith Healer de George Melford : Matthew Beeler
- 1921 : Millionnaire malgré lui (en) (The Millionaire) de Jack Conway : Delmar
- 1922 : L'Audace et l'Habit (A Tailor-Made Man) de Joseph De Grasse : Harvey Benson
- 1922 : The Lane that Had no Turning de Victor Fleming
- 1922 : The Woman Who Walked Alone de George Melford
- 1922 : The Primitive Lover de Sidney Franklin
- 1923 : Dans la gueule du tigre (en) (The Tiger's Claw) de Joseph Henabery : le colonel Byng
- 1923 : The Day of Faith de Tod Browning : Marley Maynard
- 1923 : Le Coupable (The Acquittal) de Clarence Brown : Carter Ames
- 1924 : La Croisière du Navigator (The Navigator) de Buster Keaton et Donald Crisp : John O'Brien
- 1924 : Son heure (His Hour) de King Vidor : le ministre anglais
- 1924 : Folle Jeunesse (The Reckless Age) d'Harry A. Pollard : Owen Jephson
- 1925 : Idaho (en) de Robert F. Hill : David Cameron
- 1926 : Le Mécano de la « General » (The General) de Buster Keaton et Clyde Bruckman : le général sudiste
- 1928 : The Terrible People (en) de Spencer Gordon Bennet (serial) : Clayton Shelton

### Période du parlant (intégrale)
- 1930 : The Poor Millionaire (en) de George Melford : l'avocat Wallace
- 1934 : Le Grand Barnum (The Mighty Barnum) de Walter Lang : Henry Wadsworth Longfellow
- 1938 : Woman Against Woman (en) de Robert B. Sinclair : le juge de paix
- 1939 : La Fille du nord (Second Fiddle) de Sidney Lanfield : petit rôle non spécifié
- 1939 : Monsieur Smith au Sénat (Mr. Smith Goes to Washington) de Frank Capra : un ami de Paine